# Gudas, Hukeri
Gudas là một làng thuộc tehsil Hukeri, huyện Belgaum, bang Karnataka, Ấn Độ.